# پوشش هسته
پوشش هسته (به انگلیسی: Core shroud) در رآکتورهای هسته‌ای، سیلندری از جنس فولاد زنگ نزن است که در اطراف هسته رآکتور تعبیه می‌شود تا سردکننده را به صورت درست در اطراف قلب رآکتور که واکنش هسته‌ای در آن رخ می‌دهد هدایت کند. این قسمت نخستین بار در سال ۱۹۷۰ میلادی در رآکتورهای هسته‌ای به کار گرفته شد.